# Bystrzyckie Towarzystwo Agroturystyczne
Trwa dyskusja nad usunięciem tego artykułu, kliknij i weź w niej udział.
Bystrzyckie Towarzystwo Agroturystyczne – organizacja pozarządowa z siedzibą w Lasówce, reprezentująca interesy kilkunastu właścicieli gospodarstw agroturystycznych w gminie Bystrzyca Kłodzka. Obecnie zawiesiło swoją działalność.